# Józef Niewiadomski
Józef Niewiadomski (* 11. Februar 1951 bei Lublin in Polen) ist ein polnisch-österreichischer katholischer Theologe.

## Leben
Niewiadomski studierte Philosophie und Theologie an der Katholischen Universität in Lublin und an der Theologischen Fakultät der Universität Innsbruck. 1975 wurde er, unterstützt von der „Ostpriesterhilfe“, in Rom zum Priester geweiht. 1979 bis 1991 war er Assistent am Institut für Dogmatische und Ökumenische Theologie in Innsbruck, 1991 bis 1996 Professor für Dogmatik an der Theologischen Fakultät der Katholischen Privatuniversität in Linz. Ab 1996 hatte er dieselbe Stelle an der Universität Innsbruck inne, vom Januar 2004 bis März 2013 war er Dekan der Katholisch-Theologischen Fakultät. 2019 wurde er emeritiert.
2001 und 2004 war er Gastprofessor beim Theologischen Studienjahr an der Dormition Abbey in Jerusalem.
Als erster Doktorand von Raymund Schwager setzte sich Niewiadomski in seiner Forschungsarbeit für die Weiterentwicklung des von Schwager entwickelten Ansatzes der „Dramatischen Theologie“ ein. Seit 2014 gibt er im Herderverlag die auf 8 Bände angelegte Edition der „Gesammelten Schriften“ von Raymund Schwager heraus. Die zum Sechzigsten Geburtstag erschienene Festschrift Im Drama des Lebens Gott begegnen. Einblicke in die Theologie Józef Niewiadomskis bilanziert, in Innsbruck habe die dramatische Art die Theologie zu betreiben inzwischen „eine regelrechte Schule“ hervorgebracht. Niewiadomski betreibe eine Theologie und lebe eine spirituelle Haltung vor, die wirklich im Drama des Lebens – des eigenen und dem der Zeitgenossinnen – Gott suche und finde. Sein Denkstil sei eine eigenständige Verknüpfung von diskursiver und narrativer Theologie.

## Mitgliedschaften
- Europäische Akademie der Wissenschaften und Künste seit März 2000

## Auszeichnungen
- Skowyra-Jubiläumspreis der Katholischen Universität in Lublin für wissenschaftliche Arbeit 2002
- Botschafter der Friedensglocke des Alpenraumes (Arge-Alp) 2009
- Wissenschaftspreis für außergewöhnliche Forschungsleistung an der Universität Innsbruck (von der Stiftung der Südtiroler Sparkasse) 2016
- Österreichisches Ehrenkreuz für Wissenschaft und Kunst I. Klasse 2019[4]